# Benjamin Whiteman
Benjamin Whiteman (Rochdale, 17 giugno 1996) è un calciatore inglese, centrocampista del Preston N.E.

## Carriera
Cresciuto nel settore giovanile dello Sheffield Utd, ha esordito in prima squadra il 18 novembre 2014 disputando l'incontro di FA Cup vinto 2-0 contro il Crewe Alexandra. Il 1º marzo 2016, invece, esordisce in campionato, nella gara persa per 0-1 contro il Burton Albion, in un incontro valido per la League One. Dopo aver giocato tra terza e quarta divisione, il 14 gennaio 2021 viene acquistato dal Preston N.E., formazione della seconda divisione inglese.

## Statistiche

### Presenze e reti nei club
Statistiche aggiornate al 2 febbraio 2022.
| Stagione             | Squadra              | Campionato           | Campionato | Campionato | Coppe nazionali | Coppe nazionali | Coppe nazionali | Coppe continentali | Coppe continentali | Coppe continentali | Altre coppe | Altre coppe | Altre coppe | Totale | Totale |
| Stagione             | Squadra              | Comp                 | Pres       | Reti       | Comp            | Pres            | Reti            | Comp               | Pres               | Reti               | Comp        | Pres        | Reti        | Pres   | Reti   |
| -------------------- | -------------------- | -------------------- | ---------- | ---------- | --------------- | --------------- | --------------- | ------------------ | ------------------ | ------------------ | ----------- | ----------- | ----------- | ------ | ------ |
| 2014-2015            | Sheffield Utd        | FL1                  | 0          | 0          | FACup+CdL       | 1+0             | 0               |                    | -                  | -                  | FLT         | 0           | 0           | 1      | 0      |
| 2015-2016            | Sheffield Utd        | FL1                  | 6          | 0          | FACup+CdL       | 0               | 0               |                    | -                  | -                  | FLT         | 0           | 0           | 6      | 0      |
| 2016-gen. 2017       | Sheffield Utd        | FL1                  | 2          | 0          | FACup+CdL       | 1+0             | 0               |                    | -                  | -                  | FLT         | 2           | 0           | 5      | 0      |
| Totale Sheffield Utd | Totale Sheffield Utd | Totale Sheffield Utd | 8          | 0          |                 | 2               | 0               |                    | -                  | -                  |             | 2           | 0           | 12     | 0      |
| gen.-mag. 2017       | Mansfield Town       | FL2                  | 23         | 7          |                 | -               | -               |                    | -                  | -                  |             | -           | -           | 23     | 7      |
| 2017-2018            | Doncaster            | FL1                  | 42         | 6          | FACup+CdL       | 1+3             | 0+1             |                    | -                  | -                  | FLT         | 1           | 0           | 47     | 7      |
| 2018-2019            | Doncaster            | FL1                  | 40+2       | 3+0        | FACup+CdL       | 6+2             | 2+0             |                    | -                  | -                  | FLT         | 0           | 0           | 50     | 5      |
| 2019-2020            | Doncaster            | FL1                  | 33         | 5          | FACup+CdL       | 2+1             | 0               |                    | -                  | -                  | FLT         | 3           | 0           | 39     | 5      |
| 2020-gen. 2021       | Doncaster            | FL1                  | 18         | 5          | FACup+CdL       | 2+0             | 3+0             |                    | -                  | -                  | FLT         | 3           | 0           | 23     | 8      |
| Totale Doncaster     | Totale Doncaster     | Totale Doncaster     | 135        | 19         |                 | 17              | 6               |                    | -                  | -                  |             | 7           | 0           | 159    | 25     |
| gen.-mag. 2021       | Preston N.E.         | FLC                  | 23         | 1          |                 | -               | -               |                    | -                  | -                  |             | -           | -           | 23     | 1      |
| 2021-2022            | Preston N.E.         | FLC                  | 27         | 4          | FACup+CdL       | 1+3             | 0               |                    | -                  | -                  |             | -           | -           | 31     | 4      |
| Totale carriera      | Totale carriera      | Totale carriera      | 216        | 31         |                 | 23              | 6               |                    | -                  | -                  |             | 9           | 0           | 248    | 37     |